# Mburucuyá (Corrientes)
Mburucuyá is een plaats in het Argentijnse bestuurlijke gebied Mburucuyá in de provincie Corrientes. De plaats telt 9.012 inwoners.